# Myiothlypis fulvicauda
Myiothlypis fulvicauda là một loài chim trong họ Parulidae.